# 1787 en science
| Années de la science : 1784 - 1785 - 1786 - 1787 - 1788 - 1789 - 1790    |
| Décennies de la science : 1750 - 1760 - 1770 - 1780 - 1790 - 1800 - 1810 |

Cet article présente les faits marquants de l'année 1787 en science.

## Événements

Le télescope de 40 pieds de William Herschel.

- 11 janvier : l'astronome britannique William Herschel découvre Titania et Obéron, satellites d'Uranus[1].

- 19 février  : première lumière provisoire pour le télescope de 40 pieds de William Herschel construit à Observatory House à Slough, en Angleterre[2].
- 5 juin : l'ingénieur écossais William Symington dépose un brevet pour un procédé de navigation à vapeur[3].
- 9 juillet : John Wilkinson (1728-1808), maître de forges du Shropshire, en Angleterre, lance sur la rivière de Willey le premier navire en fer, un chaland de 70 pieds de long[4].

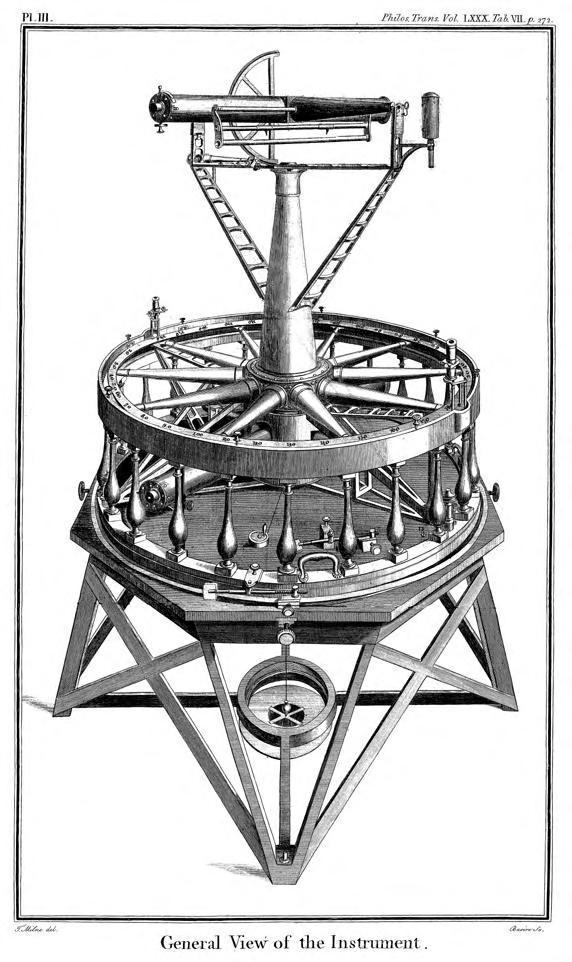
Le premier théodolite de Ramsden tel qu'utilisé par Roy. (Détruit par des dommages de guerre en 1941).

- 31 juillet : Jesse Ramsden livre à la Royal Society son grand théodolite, utilisé par le général William Roy (en) (1726–1790) pour complèter la « triangulation principale de la Grande-Bretagne »[5]. En octobre, Roy achève la triangulation outre-Manche, jusqu'au Cap Blanc Nez et au Mont Lambert, au nord de Boulogne[6]. Il collabore avec Jean-Dominique Cassini, Pierre Méchain, et Adrien-Marie Legendre qui font en France des opérations « pour la jonction des observatoires de Paris et de Greenwich »[7].

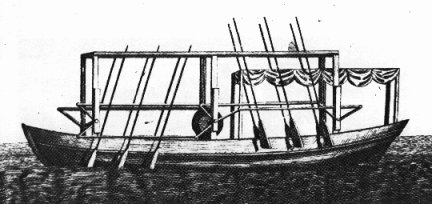
Le premier bateau à vapeur de John Fitch (Columbian Magazine, 1786)

- 22 août : John Fitch fait l'essai sur le fleuve Delaware aux États-Unis d'un bateau à vapeur propulsé par des rames[8].

- 3 décembre : James Rumsey (en) essaye à Shepherdstown, sur le Potomac en Virginie un bateau à vapeur muni d'une pompe qui aspire l'eau à l'avant et la propulse à l'arrière[9].

- Les chimistes Léonard Alban et Mathieu Vallet, directeurs d'une manufacture chimique installée en 1778 dans le village de Javel, près de Paris, perfectionnent le procédé de Claude-Louis Berthollet de blanchiment des toiles. Ils obtiennent de l'hypochlorite de potassium qu'ils commercialisent sous le nom d'eau de Javel[10].

- Jacques Charles propose la loi de Charles, un corollaire de la loi de Boyle, qui décrit la relation entre la température et le volume d'un gaz, énoncée en 1802 par Gay-Lussac[11] (cette loi porte aujourd'hui le nom de loi de Gay-Lussac[12]).

- Adamo Fabbroni montre que la levure est une substance vivante[13].

- Découverte par Carl Axel Arrhenius des éléments des terres rares à Ytterby en Suède[14].

- Lavoisier prédit l'existence du silicone, isolé en 1824 par Berzelius[15].

## Publications

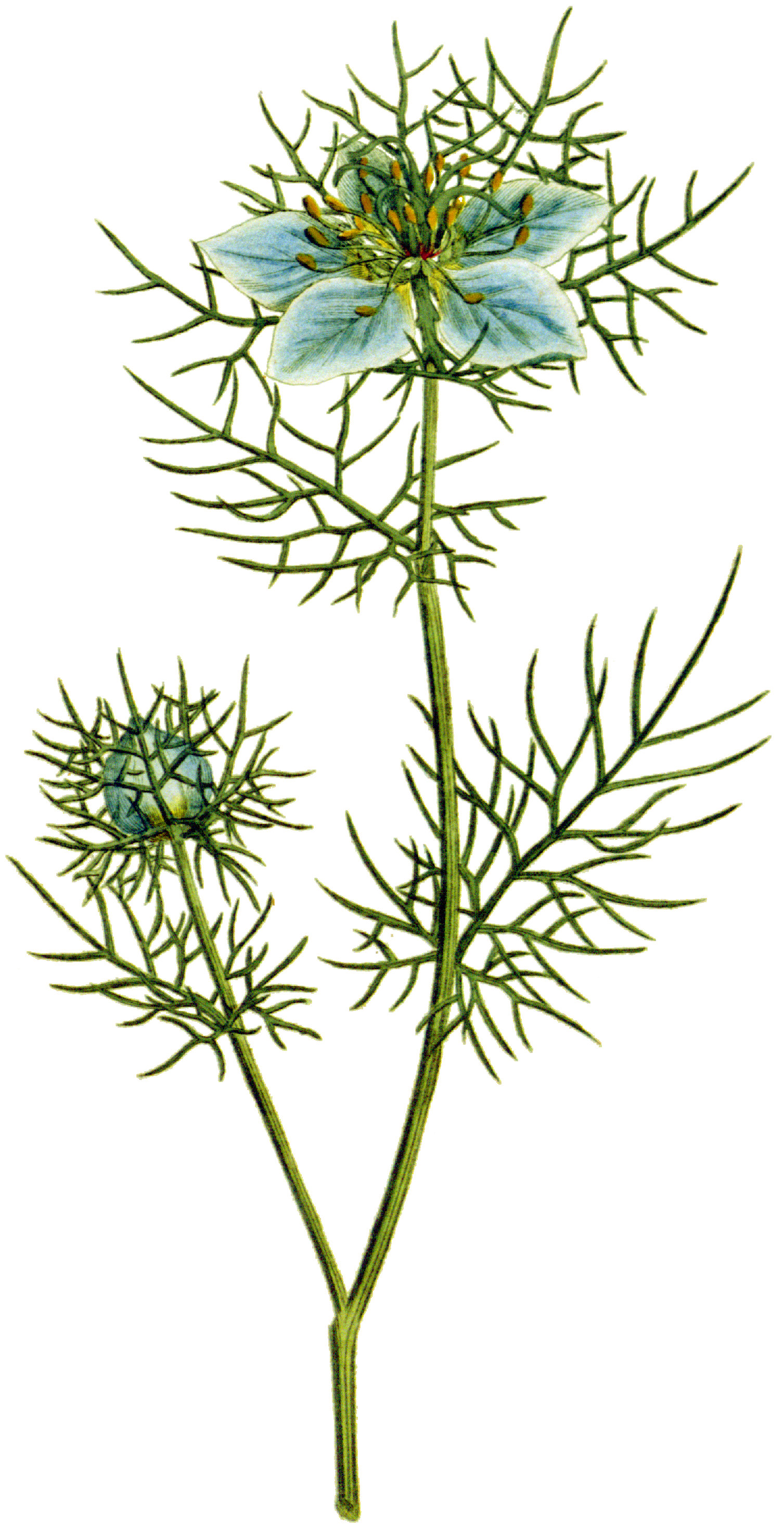
Nigella damascena, Botanical Magazine 1787.

- 1er février : premier numéro du Botanical Magazine, revue botanique trimestrielle illustrée en couleur, fondée à Londres par William Curtis et toujours publiée aujourd'hui.
- Ernst Chladni : Entdeckungen über die Theorie des Klanges, où expose ses découvertes en acoustique.
- Francisco Xavier Cid : El tarantismo observado en España, Madrid, une étude des tarentules et de la tarentelle comme remède à leur morsure (tarentisme)[16].

- Lavoisier, Guyton-Morveau, Berthollet et Fourcroy : Méthode de nomenclature chimique[17], le premier système moderne de nomenclature chimique.

## Prix
- Médailles de la Royal Society
  - Médaille Copley : John Hunter, (1728-1793), pour trois articles, sur les ovaires ; sur l'identification des chiens, des loups et des chacals ; sur l'anatomie de la baleine.

## Naissances
- 1er février : Richard Whately (mort en 1863), logicien, économiste et théologien britannique.

- 6 mars : Joseph von Fraunhofer (mort en 1826), « opticien »[18] et physicien allemand.
- 8 mars : Karl Ferdinand von Gräfe (mort en 1840), médecin allemand (né dans la république des Deux Nations).
- 9 mars : Josephine Kablick (morte en 1863), botaniste et paléontologue tchèque.
- 16 mars : Georg Ohm (mort en 1854), physicien allemand.
- 28 mars : Claudius James Rich (mort en 1821), voyageur, archéologue et anthropologue britannique.
- 29 mars : Carl Philipp Sprengel (mort en 1859), botaniste allemand.

- 13 avril : Søren Rasmusen (mort en 1869), mathématicien danois.
- 14 avril : Pierre-Charles Alexandre Louis (mort en 1872), médecin français.
- 24 avril : Mathieu Orfila (mort en 1853), médecin et chimiste français, d'origine espagnole.
- 27 mai : Benjamin Valz (mort en 1867), astronome et mathématicien français.
- 2 juin : Nils Gabriel Sefström (mort en 1845), chimiste et minéralogiste suédois.
- 3 juin : Auguste Le Prévost (mort en 1859), géologue, philologue, archéologue et historien français.
- 4 juin : Constant Prévost (mort en 1856), géologue français.
- 7 juin : William Conybeare (mort en 1857), géologue et paléontologue britannique.
- 27 juin : Thomas Say (mort en 1834), naturaliste et zoologiste américain.

- 16 août : Jean Michel Claude Richard (mort en 1868), botaniste français.
- 24 août : James Weddell (mort en 1834), explorateur britannique.
- 25 août : Étienne-Louis Lefébure de Fourcy (mort en 1869), mathématicien français.

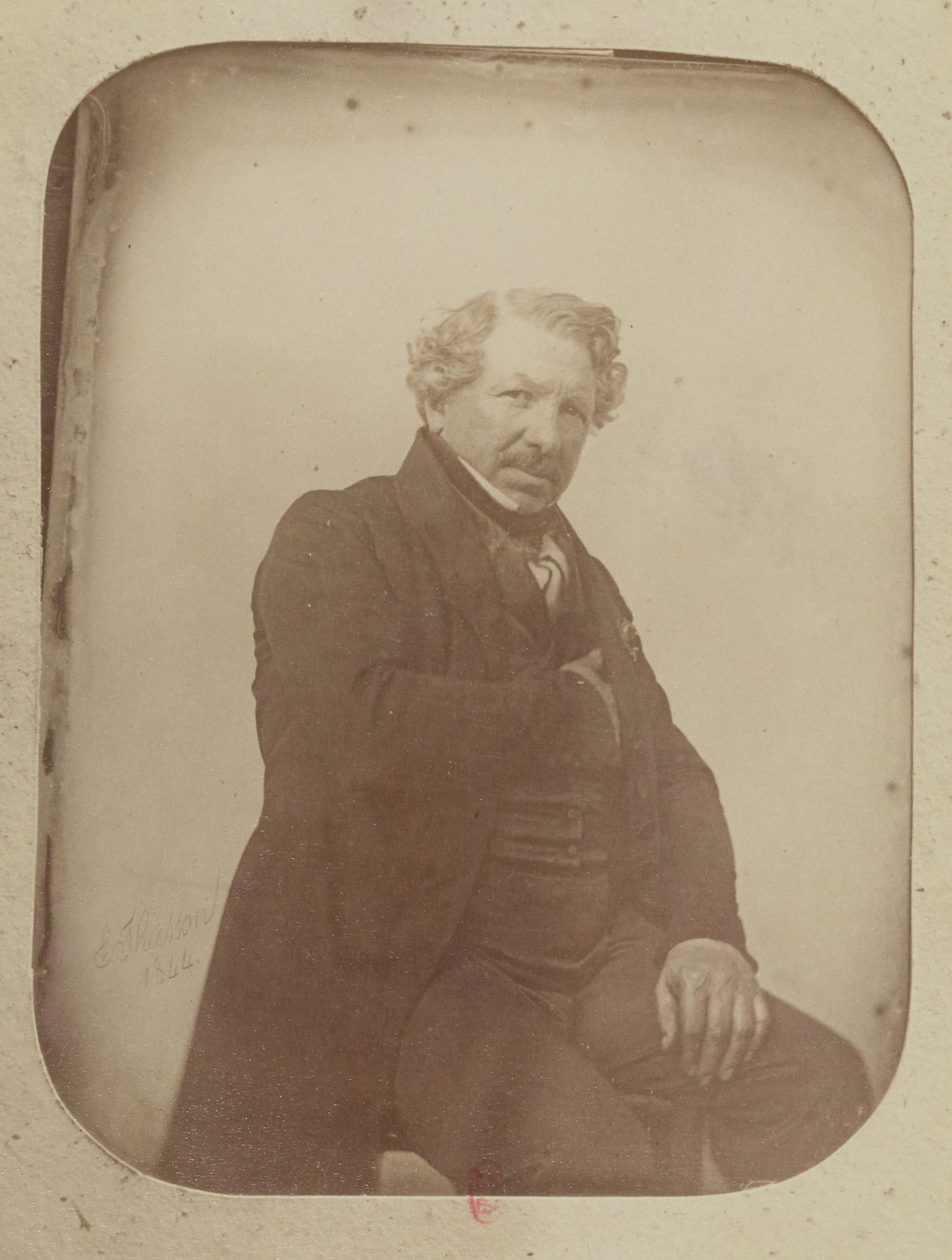
Louis Daguerre, daguerréotype de 1844

- 5 septembre : François Sulpice Beudant (mort en 1850), minéralogiste et géologue français.
- 15 septembre : Guillaume-Henri Dufour (mort en 1875), officier, ingénieur et topographe suisse.

- 5 novembre : John Richardson (mort en 1865), naturaliste, explorateur et médecin écossais.
- 9 novembre : Johann Natterer (mort en 1843), naturaliste autrichien.
- 14 novembre : Jacob Linckh (mort en 1841), archéologue et peintre allemand[19].
- 18 novembre : Louis Daguerre (mort en 1851), inventeur du daguerréotype (Français).

- 3 décembre : John Randel Jr. (mort en 1865), cartographe, géomètre et ingénieur civil américain.
- 17 décembre : Jan Evangelista Purkinje (mort en 1869), anatomiste et neurophysiologiste tchèque.

- Wada Nei (mort en 1840), mathématicien japonais.

## Décès

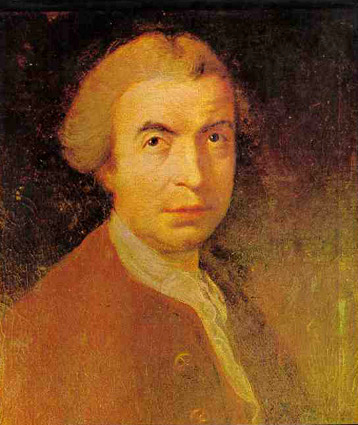
Ruđer Josip Bošković

- 1er janvier : José Anastácio da Cunha (né en 1744), mathématicien portugais.

- 13 février : Ruđer Josip Bošković (né en 1711), astronome, mathématicien, « opticien »[18], né dans la république de Raguse[20].

- 20 mars : Pierre Beaumesnil (né vers 1707), comédien, voyageur, dessinateur et archéologue français[21].

- 25 avril : Claude Carlier (né en 1725), historien et agronome français.

- 10 mai : William Watson (né en 1715), physicien et botaniste britannique.